# 姫路ラーメン

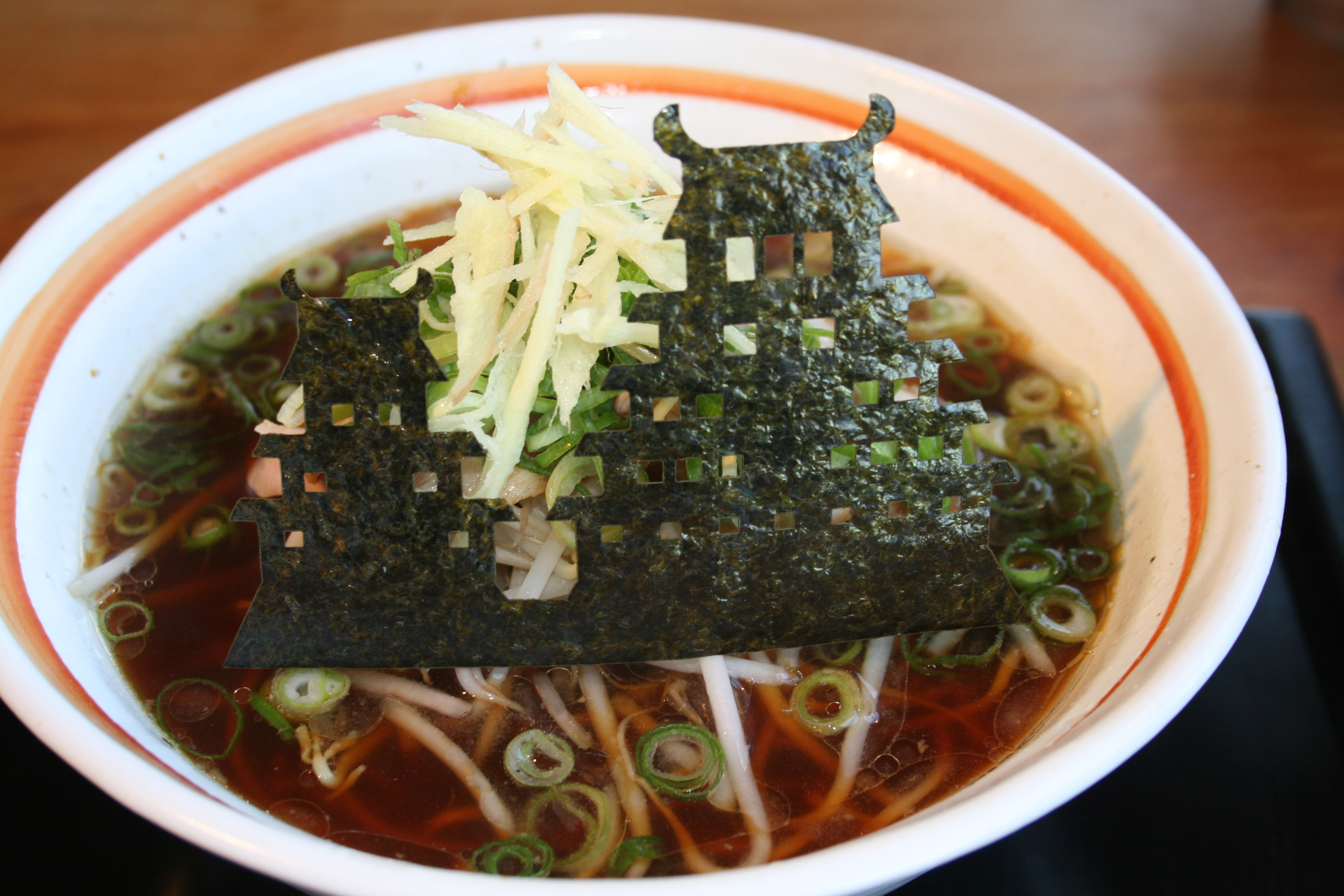
らーめん八角の姫路ラーメン。海苔が姫路城をイメージしている例。

姫路ラーメン（ひめじらーめん）とは、兵庫県姫路市を中心に加古川市、播磨地域のご当地ラーメンである。

## 概要
播磨地域の昔からの地場産業である醤油をベースに鶏ガラ、豚骨、野菜で炊き上げたスープをベースとしたラーメンで、「醤油ベースに生姜をトッピング」が定義だが、共通したレシピはなく醤油の濃度には濃淡がある。ねぎ、もやし、チャーシュー、のりなどに加え生姜を乗せるのが一般的。同じ兵庫県西脇市を中心とする播州ラーメンとの共通項も多い。

## 姫路ラーメンの歴史
姫路では1946年（昭和21年）に開業した東来春がその始めと言われ、多くの姫路ラーメンの店では中ストレート麺を使用している。
姫路を中心とした播磨南西部では醤油の他、たれの原材料である酒、味醂なども産業として栄えており、そこから普及した事が窺える。平成に入り新勢力としてらーめん八角（平成6年）、希望軒（平成3年）などの姫路発祥のチェーン店舗が台頭する。

## 現在の動き
「姫路ラーメン」の名付け親は「姫路・播磨、らーめん・点心応援会」で、現在は「らーめん八角」や「餃子屋七星」などを中心に地元の特産ラーメンとして、「姫路おでん」に次ぐ地域ブランド化のためのPR活動の幅を広げるとともに、食を通じたまちおこしイベントのノウハウを次世代に引き継ぎながら、地域の活性化を目指している。
2011年10月には地場産業のしょうゆを用いたまちおこしや、播磨地域の活性化の目的も兼ねた活動の一環として姫路城をかたどった海苔とショウガをラーメンにトッピングした姫路ラーメン「姫路城バージョン」が発売され話題を呼び、B級ご当地グルメの祭典である「B-1グランプリ in HIMEJI」や同時開催されたイベント「姫路食博2011」にも出店された。なお、2012年1月より、地元姫路のFM局FM-GENKI（姫路シティFM21）において「姫ら〜,グルメ応援隊!」という番組を、会員自ら企画、構成、パーソナルを務めており、広報活動を行なっている。
また2013年8月発売のまるはり10月号より、番組の連動コラムが掲載されている。

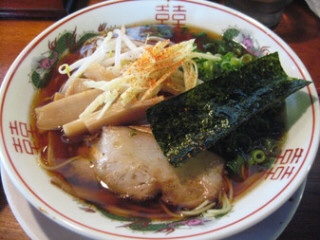
姫路ラーメン（餃子屋七星の姫路ラーメン）

2012年8月には、らーめん八角より、香川県のアイランド食品との半年間にわたる共同開発による「姫路らーめん」の家庭用パックが発売され、兵庫県下のサービスエリアやパーキングエリア、姫路市内の観光ショップや全国のスーパーマーケットなどで箱タイプとチルドタイプが販売されていた。
2014年には、姫路市でご当地ラーメンである「姫路ラーメン」が食べられる店を集めた「姫路らーめんマップ」の配布が始まる。姫路市で2011年に発足した「姫路播磨らーめん点心応援会」制作によるもので、姫路市内に4店舗を持つ「らーめん八角」をはじめ「こだわりらーめん弁慶」、「英洋軒」、「らあめん はせ軒」、「餃子屋七星」の8店舗が掲載されており、姫路ラーメンの提供店とJR姫路駅の観光案内所などで配布された。